# Hecatera leucomelaena
Hecatera leucomelaena är en fjärilsart som beskrevs av Arnold Spuler 1905. Hecatera leucomelaena ingår i släktet Hecatera och familjen nattflyn. Inga underarter finns listade i Catalogue of Life.